# Mugurel Semciuc
Mugurel Vasile Semciuc, né le 24 janvier 1998 à Siret, est un rameur d'aviron roumain.

## Carrière
Mugurel Semciuc est médaillé d'argent en quatre sans barreur aux Championnats du monde d'aviron 2019 à Ottensheim, aux Championnats d'Europe d'aviron 2021 à Varèse et aux Jeux olympiques de 2020, reportés à 2021, à Tokyo.